# Coulomb mètre
Ne doit pas être confondu avec Coulombmètre.
Le coulomb mètre, de symbole C m (ou C·m, ou Cm), est l'unité de moment dipolaire du Système international. C'est par définition le moment du dipôle constitué par deux charges électriques de plus et moins un coulomb espacées d'un mètre.

## Conversions
Le coulomb mètre est relié au debye (D), l'unité usuelle du système CGS-ESU, par la relation :
1 D = 10−21/c C·m  ou  1 C m = 1021 c D
où c désigne la vitesse de la lumière, qui vaut exactement 2,997 924 58 × 108 s (de par la définition actuelle du mètre).
Approximativement :
1 D ≈ 3,335 64 × 10−30 C m  et  1 C m ≈ 2,997 92 × 1029 D.